# ماكدونو
ماكدونو (بالإنجليزية: McDonough, Georgia)‏ هي مدينة تقع في مقاطعة هينري، جورجيا بولاية جورجيا في الولايات المتحدة. تبلغ مساحة هذه المدينة 33.4 (كم²)، وترتفع عن سطح البحر 263 م، بلغ عدد سكانها 22084 نسمة في عام 2010 حسب إحصاء مكتب تعداد الولايات المتحدة.

## أعلام
- مارك هال
- اوستن ثيوري
- جيمس دبليو. وايز
- تيم بودن
- جون توماس غلين

## وصلات خارجية
- www.mcdonoughga.org
- Cities & Counties - Georgia.gov